# Josef Engert
Theodor Josef Engert (auch Joseph; * 25. Januar 1882 in Ochsenfurt; † 7. Oktober 1964 in Regensburg) war ein deutscher katholischer Theologe und Philosoph. Er hatte einen Lehrstuhl für Philosophie an der Philosophisch-theologischen Hochschule Regensburg, die seit 1923 bestand, und gilt als einer Wegbereiter der Universität Regensburg.

## Leben
Josef Engert, Sohn des Ochsenfurter Seilermeisters und Stadtkämmerers Barthel Engert aus der 1881 geschlossenen Ehe mit Maria Christine Scheckenbach (1852–1913) und jüngerer Halbbruder des Theologen Thaddäus Engert (1875–1945), studierte an der Universität Würzburg und Universität Löwen, wo er Mitglied der katholischen Studentenverbindung KAV Lovania Löwen war. 1904 wurde er Kaplan, 1910 Religionslehrer. Wegen der Exkommunikation des Bruders im Modernismusstreit scheiterte Josef Engerts erster Habilitationsversuch 1910 in Würzburg. Im Ersten Weltkrieg war er Feld- und Lazarettgeistlicher, 1917 in der Türkei. Sein Bericht an den Heiligen Stuhl über die Lage der Christen, besonders der Armenier, in Anatolien und im Libanon bezeugt die volle Kenntnis der Katastrophe, die auch dem deutschen Reichskanzler Graf Georg von Hertling bewusst war (siehe Völkermord an den Armeniern).
1905 erfolgte die Promotion in Theologie, 1907 in Philosophie. 1913 wurde er Professor an der PTH Dillingen an der Donau, 1923 in Regensburg. Dort war er Rektor von 1928 bis 1931 und wieder nach 1945. 1948 wurde er emeritiert, beteiligte sich dennoch führend an den Vorbereitungen der Gründung einer vierten Landesuniversität in Bayern. Er arbeitete parallel auch als Seelsorger.
Als Theologe griff er die protestantische Kritik Karl Barths am Historismus auf, der keine Basis für die Glaubensverkündigung biete.  Diese wollte er in einer induktiven Metaphysik auf naturwissenschaftlicher Basis gründen. Somit gehört er zur modernen Neuscholastik. Er publizierte auch in der katholischen Zeitschrift Hochland.
Als Prorektor unterschrieb Engert im November 1933, ebenso wie der Rektor Franz Heidingsfelder und alle anderen Professoren der PTH Regensburg, das Bekenntnis der Professoren an den deutschen Universitäten und Hochschulen zu Adolf Hitler.
Joseph Engert war laut dem Kirchenhistoriker Karl Hausberger ein antidemokratischer „Rechtskatholik“, der als Brückenbauer zum Nationalsozialismus und als Mitglied im Nationalsozialistischen Lehrerbund (seit 1. Juni 1933, Mitgliedsnummer 24611) die Hochschulpolitik der NSDAP an der PTH in Regensburg verankern wollte. Engert war seit Oktober 1934 Mitglied in der Reichsschrifttumskammer und konnte so bis 1944 ungebrochen publizieren. Seine Schrift Wohin geht Amerika von 1937 ist angereichert mit „nationalistischen, rassistischen und antisemitischen Anklängen“.
Eine Recherche von 2014 zeichnete Engert als völkischen Theologen und Antisemiten, der das NS-Regime aktiv unterstützte. Engert habe in katholischen Publikationen für Geistliche die Nürnberger Rassengesetze begrüßt und sich nach Kriegsende als Gegner des Regimes dargestellt.
Der Nachlass Engerts wird in der Staatlichen Bibliothek Regensburg aufbewahrt.

## Ehrungen
- Die Stadt Regensburg verlieh Josef Engert im Jahr 1955 die Albertus-Magnus-Medaille.[7] Dies geschah unter dem CSU-Bürgermeister Hans Herrmann, der selbst Schüler der dortigen Philosophisch-theologischen Hochschule und in der NS-Zeit rechtskundiger Bürgermeister gewesen war.
- 1959 erhielt Engert den Bayerischen Verdienstorden.
- 1962 zeichnete die Stadt Regensburg ihn mit der Silbernen Bürgermedaille der Stadt Regensburg aus.
- Bis 2013 verlieh die Stadt Regensburg auf Vorschlag der Universität Regensburg an junge Nachwuchswissenschaftler, deren Arbeiten einen Bezug zur Region haben, den Professor-Josef-Engert-Preis. Aufgrund eines Gutachtens von Karl Hausberger zur Haltung von Engert während der Zeit des Nationalsozialismus wurde der Preis umbenannt.[8] Seit 2014 wird stattdessen der „Hochschulpreis“ verliehen.[9]
- Eine nach Engert benannte Straße im Universitätsviertel wurde in „Am Biopark“ umbenannt.

## Schriften (Auswahl)
- Der naturalistische Monismus Haeckels auf seine wissenschaftliche Haltbarkeit geprüft. Wien 1907.
- Hermann Samuel Reimarus als Metaphysiker. Schöningh, Paderborn 1908.
- Zur Psychologie von Naturmystik und Spiritismus. In: Anthropos, Bd. 18/19, H. 4./6. (Juli–Dezember 1923/1924), S. 619–655.
- Der Gottesgedanke im modernen Denken. Augsburg 1932.
- Die Bildungslehre der katholischen Religion. München, Druck & Verlag von R. Oldenbourg 1932.
- Die Erschliessung des Seins: Eine Einf. in Erkenntnistheorie u. Logik. Bonn 1935.
- Naturwissenschaft und Religion: Moderne Physik, Gottesgedanke u. Christentum. Eine grundsätzliche Erörterung. Bamberg 1947.